# 포켓몬 GO
《포켓몬 GO》(영어: Pokémon GO)는 나이앤틱(Niantic, Inc.)이 개발한 iOS 및 안드로이드용 부분 유료화 위치 기반 증강현실 비디오 게임이다.
포켓몬 GO는 2016년 7월 6일에 미국, 오스트레일리아, 뉴질랜드에서 출시되어 소셜 미디어를 통해 큰 화제가 되었으며, 대한민국에는 2017년 1월 24일, 구글 플레이 스토어와 앱 스토어를 통해 출시되었다.
이용자의 현실 공간 위치에 따라 모바일 기기 상에 출현하는 가상의 포켓몬을 포획하고 강화시켜, 대전을 하고 교환도 할 수 있는 것이 이 게임의 특징이다. 현재 7세대까지 구현되었으며, 8세대의 일부 포켓몬, 그리고 9세대의 일부 포켓몬이 출시되었다.(2024.3.17 기준) 포켓몬 GO는 2016년 구글 올해의 검색어에서 전 세계 기준 1위를 차지하였다.

## 개발

### 출시 전

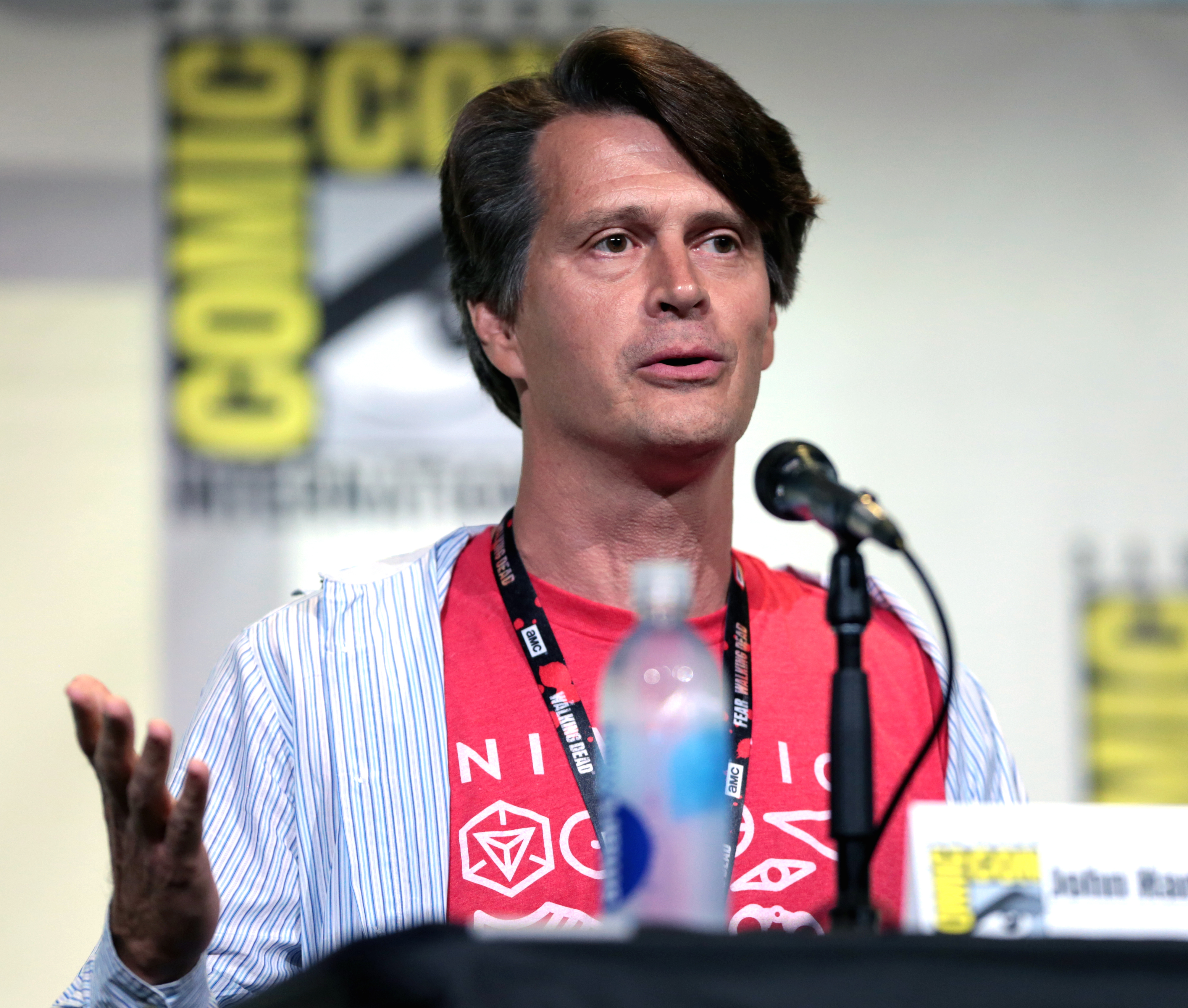
나이앤틱의 창시자 존 행키

게임의 컨셉트는 2014년 닌텐도의 이와타 사토루와 포켓몬 컴퍼니의 이시하라 쓰네카즈가 구글 지도 : 포켓몬 챌린지라고 불리는 구글과의 협업을 통해 구상했다. 이시하라 쓰네카즈는 나이앤틱의 이전 위치기반 게임인 '인그레스'의 팬으로, 인그레스의 컨셉이 포켓몬 GO에 알맞다고 보았다. 나이앤틱은 2017년 12월부터 인셉션의 크라우드소싱 데이터를 활용해 포켓몬 GO 내 포켓스톱 및 체육관의 위치를 채웠고, 특정 지형에서 특정 포켓몬을 출현시키기 위한 구글 맵의 데이터, 오픈스트리트맵의 지도 디스플레이 등을 활용했다. 포켓몬 GO의 응용 로직은 오픈 소스 쿠버네티스 시스템을 사용하며, 게임의 사용자 규모 때문에 쿠버네티스 시스템에 연관된 많은 버그가 발견되었고 버그들은 이후에 고쳐졌다.

### 출시 후
2016년 코믹콘에서 나이앤틱의 창업자 존 행키는 세 팀의 리더 칸델라(팀 발로), 블랑쉬(팀 미스틱), 스파크(팀 인스팅트)의 모습을 공개했다. 또 존 행키는 게임 아이디어의 약 10%가 구현되었다고 말했다. 친구와의 포켓몬 교환 추가, 여러 세대의 포켓몬 추가, 포켓스톱에서의 포켓몬 센터 구현, '3단계 결함'의 패치, 손쉬운 훈련 등이 향후 업데이트 되기로 확정됐다. 존 행키 또한 나이앤틱이 "앞으로 몇 년 동안" 이 게임에 대한 지원을 계속할 것이라고 말했다. 또한 존 행키는 2016년 9월 테크크런치와의 인터뷰에서 트레이너 대 트레이너 포켓몬 전투가 향후 업데이트로 공개될 것임을 발표했다. 2016년 12월 커피하우스 체인 스타벅스와 통신사 스프린트가 닌텐도와 손잡고 미국 전역의 특정 장소에 포켓스탑과 체육관을 추가했다. 2017년 1월에는 추가로 5,000개의 스타벅스 매장이 체육관으로 추가되었다. 2017년 2월, 기존의 151종과 나란히 추가된 핵심 포켓몬 시리즈 2세대부터 성도 지방에 근거지를 둔 100종 이상의 포켓몬을 소개하는 업데이트가 발표되었다. 업데이트 내용에는 새로운 나무열매, 새로운 포켓몬, 그리고 아바타 의류 옵션의 확대도 포함되었다. 포켓몬스터 루비·사파이어에 도입된 포켓몬 중 일부는 10월 할로윈 행사를 시작으로 12월에 50여 마리가 추가됐다. 또 기상 시스템이 추가되어 실제 날씨가 게임 플레이에 영향을 미칠 수 있게 되었다. 2018년 11월 게임 크라이스트가 개발하고 포켓몬 GO, 포켓몬스터 레츠고! 피카츄·레츠고! 이브이에서 영향을 받은 게임이 닌텐도 스위치에 출시됐다. 이 게임은 조이콘과 함께 포켓몬 GO 방식의 포획을 특징으로 한다. 또 9월에 공개한 새로운 포켓몬 멜탄은 포켓몬 GO를 통해 출시된 최초의 포켓몬이 되었다. 2018년 10월 10일, 포켓몬 컴퍼니와 나이앤틱은 포켓몬 GO에 포켓몬스터DP 디아루가·펄기아의 포켓몬을 도입할 계획을 발표했다. 10월 12일, 나이앤틱은 포켓몬 GO에 4세대 포켓몬 중 일부를 추가시켰다. 10월 25일, 플레이어의 보행 데이터를 배경에 기록하는 기능이 새로 업데이트되었다. 10월 26일 나이앤틱은 플레이어가 11월 내내 껍질몬을 잡을 수 있는 기회를 주는 포켓몬 연구 과제를 발표했다.

### 포켓몬 GO 플러스

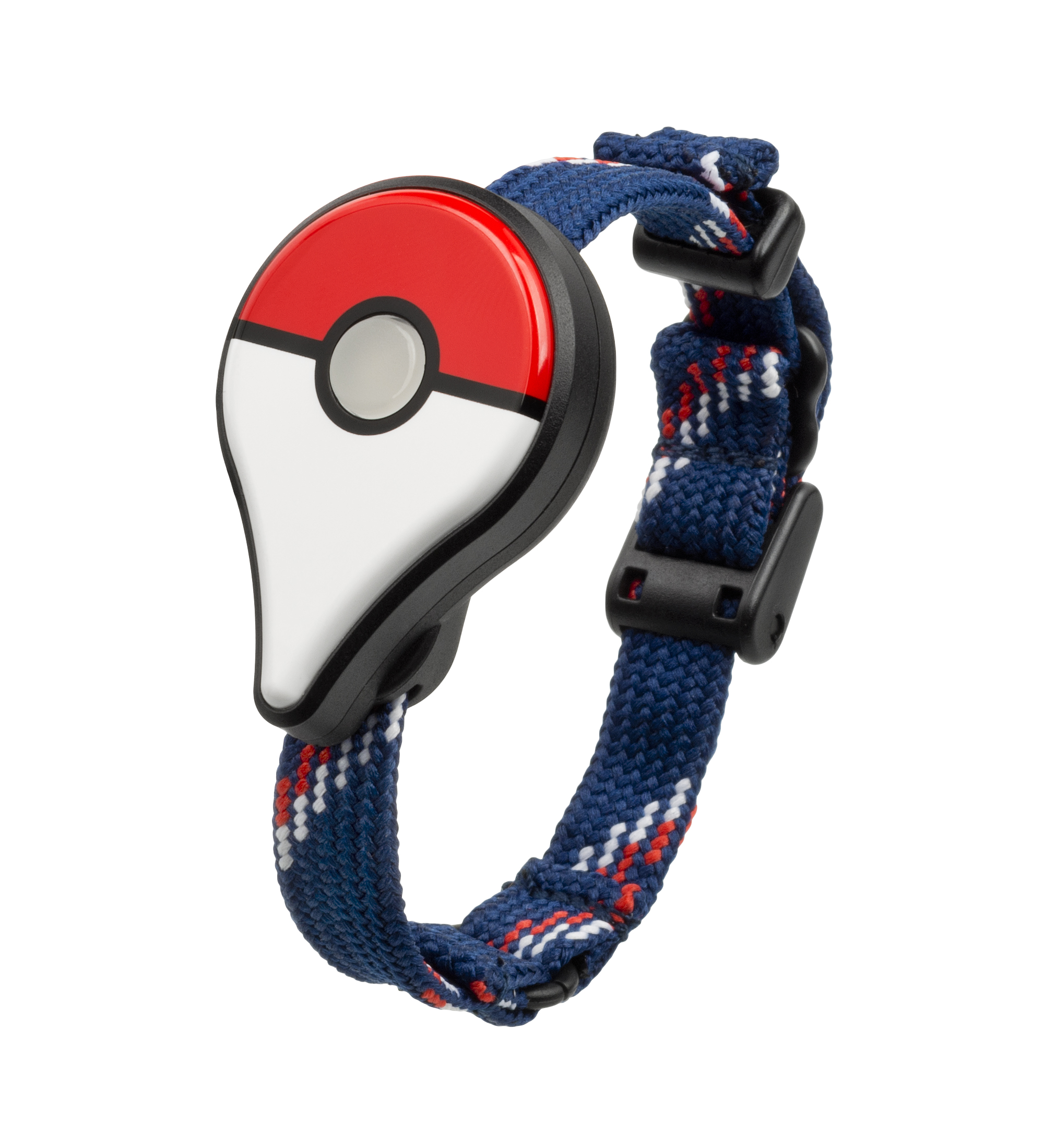
포켓몬 GO 플러스의 모습

"포켓몬 GO 플러스"(Pokémon GO plus)는 닌텐도 플랫폼 기술 개발 사업부에서 개발한 블루투스 웨어러블 기기로 플레이어가 스마트 기기를 보지 않고도 게임에서 특정 활동을 할 수 있도록 만들어졌다. 플레이어가 포켓몬이나 포켓스톱 근처에 있으면 포켓몬 GO 플러스가 진동한다. 진동을 인식한 플레이어는 버튼을 눌러 포켓몬을 포획하거나 포켓스톱에서 아이템을 받을 수 있다. 플레이어는 다음 번에 모바일 기기로 앱에 접속 할 때까지 무엇을 받았는지 확인할 수 없다. 디자인은 포켓볼과 구글 맵 핀의 모양으로 구성되어 있다. 2016년 9월 16일 영국과 북아메리카에서 발매되었다.

### 포켓몬센터
스펜서 컨은 다친 포켓몬 대신 '포켓몬 GO' 유저들의 배터리를 채워주는 '포켓몬센터' 테마의 충전소를 직접 제작했다. 이 작은 충전소에서는 10~12개의 케이블을 통해 동시 충전 할 수 있다.
스펜서 컨은 블로그를 통해 포켓몬 센터를 만드는 과정을 공개했다. 포켓몬센터는 3D 모델링을 통해 외형을 구상하고 나무로 기본 골격을 잡았으며, 3D 프린팅을 통해 외형을 꾸며 게임 속 '포켓몬센터'를 현실에서도 구현하는데 성공했다.

## 출시
|    |                  | |                            |
| 색 | 날짜             | 국가 및 지역 | 각주                       |
|    | 2016년 7월 6일   | 오스트레일리아, 뉴질랜드, 미국 | [ 6 ] [ 38 ] [ 39 ] [ 40 ] |
|    | 2016년 7월 13일  | 독일 | [ 41 ]                     |
|    | 2016년 7월 14일  | 영국 | [ 42 ]                     |
|    | 2016년 7월 15일  | 이탈리아, 스페인, 포르투갈 | [ 43 ]                     |
|    | 2016년 7월 16일  | 오스트리아, 벨기에, 불가리아, 크로아티아, 키프로스, 체코 공화국, 덴마크, 에스토니아, 핀란드, 그리스, 그린란드, 헝가리, 아이슬란드, 아일랜드, 라트비아, 리투아니아, 룩셈부르크, 몰타, 네덜란드, 노르웨이, 폴란드, 루마니아, 슬로바키아, 슬로베니아, 스웨덴, 스위스                                                | [ 44 ] [ 45 ]              |
|    | 2016년 7월 17일  | 캐나다 | [ 46 ]                     |
|    | 2016년 7월 19일  | 푸에르토리코 | [ 47 ] [ 48 ]              |
|    | 2016년 7월 22일  | 일본 | [ 49 ]                     |
|    | 2016년 7월 24일  | 프랑스 | [ 50 ]                     |
|    | 2016년 7월 25일  | 홍콩 | [ 51 ]                     |
|    | 2016년 8월 3일   | 라틴 아메리카, 카리브 공동체 | [ 52 ] [ 53 ]              |
|    | 2016년 8월 6일   | 브루나이, 캄보디아, 미크로네시아 연방, 피지, 인도네시아, 라오스, 말레이시아, 팔라우, 파푸아뉴기니, 필리핀, 싱가포르, 솔로몬 제도, 타이완, 태국, 베트남 | [ 54 ] [ 55 ]              |
|    | 2016년 9월 29일  | 알바니아, 보스니아 헤르체고비나, 마카오, 마케도니아 공화국, 세르비아 | [ 56 ]                     |
|    | 2016년 9월 30일  | 카자흐스탄, 키르기스스탄, 몽골, 타지키스탄, 투르크메니스탄, 우즈베키스탄 | [ 57 ]                     |
|    | 2016년 10월 4일  | 베냉, 보츠와나, 부르키나파소, 카보베르데, 차드, 코트디부아르, 이집트, 에스와티니, 가봉, 감비아, 가나, 기니비사우, 케냐, 라이베리아, 마다가스카르, 말라위, 모리타니, 모리셔스, 모로코, 모잠비크, 나미비아, 니제르, 르완다, 세이셸, 상투메 프린시페, 시에라리온, 남아프리카 공화국, 탄자니아, 토고, 우간다, 잠비아 | [ 58 ]                     |
|    | 2016년 11월 17일 | 바레인, 이스라엘, 요르단, 쿠웨이트, 레바논, 오만, 카타르, 아랍에미리트 | [ 59 ]                     |
|    | 2016년 12월 13일 | 인도, 파키스탄, 네팔, 부탄, 스리랑카, 방글라데시 | [ 60 ]                     |
|    | 2017년 1월 24일  | 대한민국 | [ 61 ]                     |
|    | 2018년 9월 11일  | 러시아 | [ 62 ]                     |
|    | 2021년 6월 3일   | 튀르키예 |                            |

포켓몬 GO는 2016년 7월 6일 출시된 후 24시간 만에 앱 스토어 "최고 매출(Top Grossing)" 및 "무료(Free)" 차트에서 1위를 차지하고, 다운로드 급증으로 잠시 서버 문제를 겪기까지 하는 등 폭발적인 인기를 누렸다. 2016년 7월 11일 부로 포켓몬 GO는 빠른 속도로 앱 스토어와 구글 플레이에서 정상을 차지한 게임이 되었다. 포켓몬 GO의 폭발적인 인기 덕분에 닌텐도 주가는 1주일 새 93% 폭등하였다.

### 대한민국
포켓몬 GO가 정식으로 출시되지 않았던 대한민국에서는 iOS 해외 우회 계정이나 안드로이드 설치파일(APK) 다운로드, 또는 구글 플레이 해외 우회 계정으로 실행한 포켓몬 GO가 강원도 속초와 양양, 고성군, 울릉도, 독도에서 사용이 가능하였다.
이 사실이 소셜 미디어를 통해 알려지자 포켓몬 GO를 플레이하고자 속초로 몰려가는 사람들로 인해 일부 지역에서 평일 속초행 고속버스 표가 매진되는 사태도 벌어졌다. 포켓몬 GO 플레이를 위해 속초로 모인 사람들은 장맛비 속에서도 포켓몬 잡이에 몰두하여 포켓몬 GO 열풍을 보여주었다. 이후 일본이 정식 서비스를 시작하자 추가로 울산 간절곶에서 플레이 가능하게 되었다. 한반도 비무장 지대 내 판문점에 포켓몬 체육관이 발견되기도 하였으나, 나이앤틱 측이 삭제 조치를 하였다. 또한 위치 조작 어플을 사용하여 GPS 위치를 속초로 옮겨 게임을 하는 사람들도 많았다.
처음에는 게임의 핵심 요소인 구글 지도의 대한민국 지역 내 보안 문제가 걸림돌이 되어 포켓몬 GO의 대한민국 출시 전망이 불투명하였다. 그러나 나이앤틱의 다른 증강현실 게임인 인그레스의 경우 제한적으로나마 플레이가 가능하고, 존 행키 나이앤틱 대표가 "세계 4위의 게임 시장인 한국에 포켓몬 GO를 출시할 것이고 맵핑(Mapping)의 제한 문제는 해결책이 있다"고 밝혀, 포켓몬 GO의 대한민국 출시 가능성이 긍정적으로 반전되었다.
2017년 1월 24일, 오픈스트리트맵을 이용해 대한민국 내 포켓몬 GO의 정식 서비스가 시작되었다.
출시 후 2021년 대한민국 유저들이 1인당 9.44㎞를 걸어 ‘세계 1위’에 올랐다. 전 세계 유저들은 한 해 동안 총 69억3000만㎞ 걸은 것으로 집계됐다.

### 중국
중국에서는 구글 서비스가 차단되어 중국 본토에서는 포획할 수 있는 포켓몬이 없기 때문에, 중국의 포켓몬 GO 플레이어들은 구글 서비스를 이용하기 위하여 오스트레일리아 앱스토어 계정을 사고, GPS 스푸핑 앱을 사용하였다. 많은 중국인들이 일본에서의 포켓몬 GO의 베타 테스트 후 출시된 《도시정령 고》로 알려진 복제판 게임을 다운로드한다.

### 러시아
러시아에서는 포켓몬 GO 뿐만 아니라 많은 비디오 게임이 금지되어 있기 때문에 포켓몬 GO의 출시 가능성은 희박했다. 하지만 2018년 9월 11일부터 애플의 앱스토어와 구글의 구글 플레이 스토어를 통해 러시아에서 포켓몬 GO를 정식으로 플레이할 수 있게 되었다. 아이템의 가격은 다른 통화로 인해 다른 지역보다 약간 높다.

## 게임 플레이

AR모드에서 나무지기를 포획하는 모습

### 증강현실
플레이어는 게임 계정을 만든 후 자신만의 아바타를 만들어 커스터마이징할 수 있다. 만들어진 아바타는 플레이어의 지리적 위치를 기준으로 지도에 표시된다. 지도상의 특징으로는 '포켓스톱'과 '체육관'이 있다. 포켓스탑에는 '루어 모듈'이라는 아이템을 장착할 수 있어 1분에 한 마리씩 야생 포켓몬을, 때로는 희귀한 포켓몬을 추가로 포획할 수 있다. 체육관은 팀을 기반으로 하는 전투 장소 역할을 한다. 포켓스톱과 체육관은 유동인구가 많은 곳에 위치해 있다. 포켓스탑은 나이앤틱의 이전 증강현실(AR) 게임인 인그레스의 포털을 재구성한 것이다. 인그레스에 등록된 포탈이 포켓스탑이 되는 것이다.
플레이어가 현실 세계 환경 내에서 이동한 위치에 기반하여, 플레이어의 아바타도 게임 속의 지도 안에서 움직인다. 각각의 포켓몬 종들은 세계의 다양한 지역에 살고 있다. 예를 들어 물 타입의 포켓몬은 주로 물 근처에서 발견된다. 플레이어가 포켓몬과 마주쳤을 때, 포켓몬을 AR 모드, 또는 기본 배경과 함께 볼 수 있다. AR 모드는 플레이어의 모바일 기기에 내장된 카메라를 이용해 포켓몬이 마치 실제 세상에 있는 것처럼 볼 수 있다. 또 AR 모드와 관계없이 출현하는 포켓몬의 사진을 찍을 수 있다.

### 구매
게임은 무료지만 게임 내 구매를 지원하는데, 여기서 플레이어가 포켓몬 볼 등 게임 아이템을 추가로 구매할 수 있다. 플레이어가 움직이면서 포켓몬을 플레이어에게 유인하는 향로, 포켓스탑에서 30분 동안 더 많은 포켓몬을 포켓스탑에 출현시키게 하는 루어모듈, 사용 후 30분 동안 2배 이상의 경험치를 획득할 수 있는 행복의 알, 멀리서도 레이드 배틀을 할 수 있게 해주는 리모트 레이드 패스 등이 게임 아이템이다.

### 포켓몬
나이앤틱은 2017년 12월 업데이트 후 호연지방에서 처음 발견된 포켓몬 50마리를 출시했다. 2017년 12월 포켓몬스터 루비·사파이어의 전설의 포켓몬 그란돈이 최초로 출시됐다.또,레지 종류들도 나왔는데, 일반기술로 락온을 배울수 있다 2018년 1월에는 가이오가가 출시되었다. 같은 해 2월에는 '날씨 트리오'의 마지막 포켓몬인 레쿠쟈가 최신형 호연지방 포켓몬과 함께 출시됐다.
2018년 1월 20일 포켓몬 GO는 특정 포켓몬의 출현율을 높이고 이벤트 기간 동안 잡거나 진화해야 얻을 수 있는 포켓몬의 특수 기술을 제공하는 월례 행사인 제1회 커뮤니티 데이를 개최했다. 커뮤니티 포켓몬의 색이 다른 모습을 잡을 가능성도 더 높다.
나이앤틱은 2018년 3월 업데이트에서 리서치 시스템을 추가해 뮤나 세레비와 환상의 포켓몬을 획득할 수 있도록 만들었다.
2018년 5월 나이앤틱은 포켓몬스터 썬&문에서 처음 등장한 알로라 지방 변종 포켓몬을 추가했다고 발표했다.
2018년 10월 포켓몬스터DP 디아루가·펄기아의 신오지방에서 처음 발견된 포켓몬의 등장이 발표되면서 특정 포켓몬을 진화할 수 있는 신오의 돌이라는 새로운 아이템이 발표되었는데, 대부분의 포켓몬스터DP 디아루가·펄기아에서 소개된 포켓몬의 최종 진화형을 신오의 돌을 사용해 진화시킬 수 있다.
2020년 12월에는 포켓몬스터 XY의 칼로스 지역에서 발견된 포켓몬이 포켓몬 GO에 추가되었다.
또 2021년 10월 8일에는 극장판 포켓몬스터 극장판 포켓몬스터 : 정글의 아이, 코코 개봉을 기념해 환상의 포켓몬인 자루도가 포켓몬 GO에 등장했다. 자루도는 스페셜리서치의 미션을 완료하면 포획할 수 있다.

### 포켓몬 전투력
포켓몬의 전투력은 포켓몬이 얼마나 강력한지 대략적으로 보여주는 개체값과 CP로 알 수 있다. 플레이어는 레벨업하면서 주로 CP가 높은 포켓몬을 잡을 수 있는 기회가 많이 생기는데, CP가 높을 수록 포켓몬을 다소 포획하기기 어렵다.

### 메가진화
2020년 8월 28일 나이앤틱은 포켓몬 GO에 '메가진화' 업데이트를 진행했다고 밝혔다. 메가진화는 일부 포켓몬이 진화를 뛰어넘는 메가진화를 통해 다양한 배틀에서 제한된 시간 동안 엄청난 힘을 발휘할 수 있도록 해준다. 새로운 레이드배틀인 '메가 레이드'에 참가하면 '메가에너지'를 모을 수 있으며, 이를 이용해 포켓몬을 메가진화시킬 수 있다.

### 파트너 포켓몬
나이앤틱은 2016년 9월 포켓몬을 골라 프로필 화면에 나란히 등장시키고, 선택한 포켓몬을 바탕으로 게임 내 보상과 보너스를 받을 수 있는 파트너 포켓몬 기능을 도입했다. 파트너 포켓몬은 2016년 9월 말에 출시되었다. 사탕을 얻기 위해 파트너 포켓몬과 걸어야 할 거리는 포켓몬마다 다르다. 플레이어가 많이 걸을수록 더 많은 포켓몬 사탕을 얻을 수 있다.

### 친구 추가와 포켓몬 교환
나이앤틱과 포켓몬 코리아는 2018년 6월 19일에 올여름 친구 및 교환 등 새로운 기능을 추가할 예정이라고  밝혔다. 새로 추가되는 친구 기능은 플레이어들이 ‘포켓몬 GO’에서 함께 모험을 하며 우정을 쌓을 수 있는 시스템으로, 트레이너 코드를 통해 안전하게 친구를 등록할 수 있다. 이를 통해 친구들과 함께 팀을 이뤄 체육관에서 배틀을 하거나 레이드배틀에 참가할 수 있으며, 우정레벨을 쌓아 레이드 및 체육관에서 스페셜 아이템 등 추가 보너스를 받을 수도 있다. 우정레벨이 높으면 전설의 포켓몬, 색이 다른 포켓몬 등 특정 포켓몬을 교환할 수 있는 ‘특별한 포켓몬 교환’이 새로 생긴다. 100m 이내에 있는 트레이너와 포켓몬을 교환할 수 있게 된다. 트레이너들은 교환을 하면 포켓몬 사탕을 얻을 수 있고, 교환한 포켓몬이 서로 멀리 떨어진 곳에서 잡은 포켓몬이라면 그 거리만큼의 반짝반짝 포켓몬으로 변할 확률이 증가해 교환이 더 활성화될 전망이다.
또 2021년 8월 4일부터 연락처에 있는 친구를 추가할 수 있는 기능이 추가되었다. 이 기능으로 더 빠르게 친구를 추가할 수 있게 되었다.

### 체육관
2017년 6월 나이앤틱은 팀워크 위주의 경험을 위해 게임 역학을 개편할 것이라고 발표했다. 그 후, 2017년 6월 19일 포켓몬 GO가 업데이트되었다. 이번 업데이트로 체육관는 상처약, 포켓몬볼 등 포켓스탑과 같이 게임 내 아이템을 받을 수 있는 스핀 기능을 가지게 되었다. 또 체육관에는 6마리의 포켓몬을 올려둘 수 있도록 업데이트되었는데, 체육관에서 같은 종류의 포켓몬을 2마리 이상 올릴 수 없으며, 포켓코인은 포켓몬이 체육관에 있었던 시간을 기준으로 지급된다. 전설 포켓몬, 환상의 포켓몬, 파트너 포켓몬은 체육관에 배치할 수 없다.

### 고 배틀리그

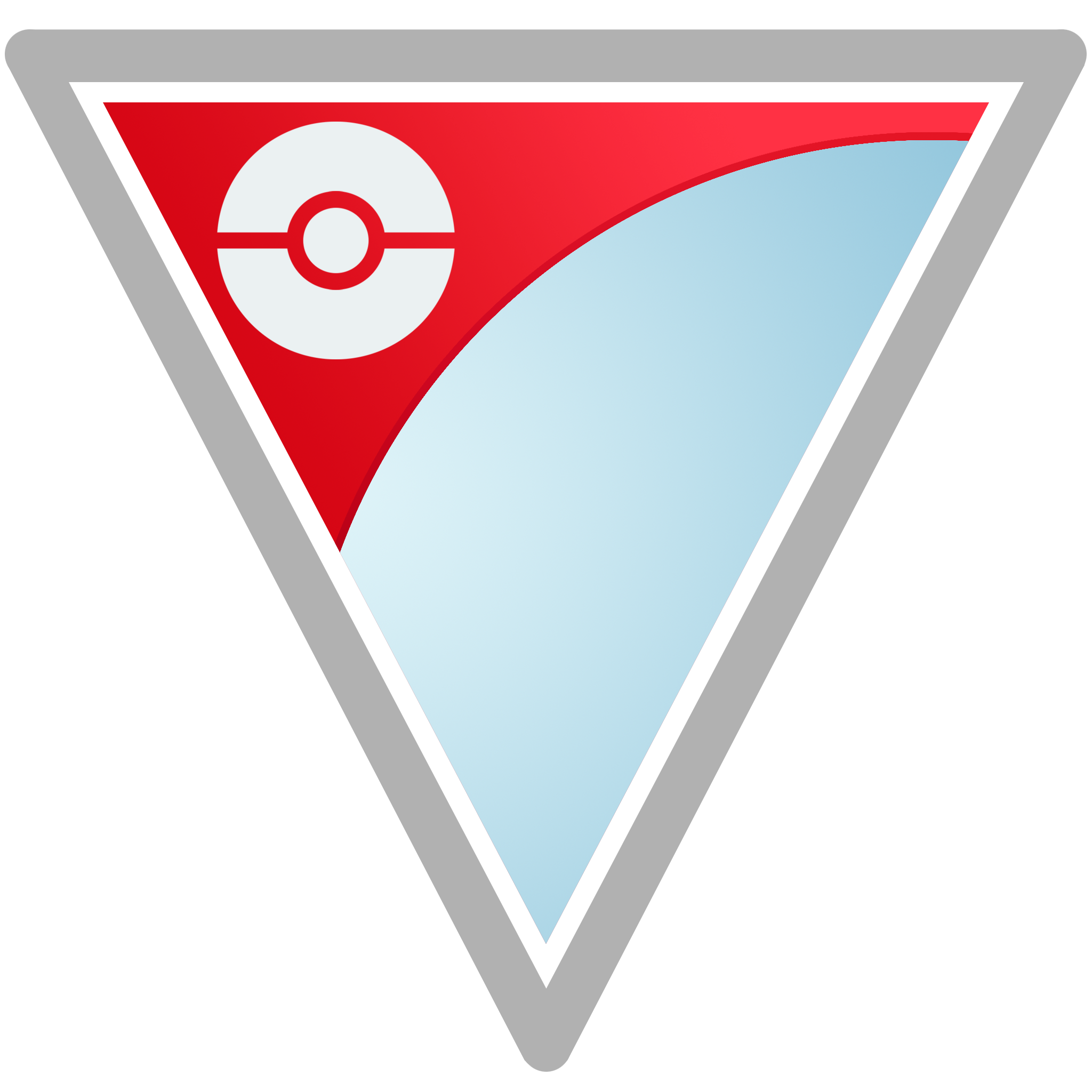
포켓몬 GO 배틀리그 로고

포켓몬 GO 배틀 리그(일본어: GOバトリリググ, 영어: Pokémon GO battle league) 또는 GBL는 포켓몬 GO의 컨텐츠로 온라인 트레이너 배틀이다. 포켓몬 GO 배틀리그는 나이앤틱이 2020년 1월 28일 도입하였다. GO 배틀 리그는 배틀 리그 시즌에서 매 시즌마다 다른 리그, 컵, 보상을 받을 수 있으며, 포켓몬 GO 레벨 10 이상의 트레이너만 참여할 수 있다.
2020년 4월에는 GO 배틀 리그 리더보드가 도입되어 세계랭킹 500위까지의 트레이너들의 기록을 알 수 있게 되었다.
초기 포켓몬 GO 배틀 리그에서는, 선수들은 하루에 5번의 배틀 기회를 얻었고, 걸어서 5킬로미터당 1번의 배틀 기회를 더 받을 수 있었다. 걸어서 받을 수 있는 기회는 그 후 사라졌다. 코로나 19 이후 전투 기회는 5번에서 20번으로 늘렸고, 최대 100개까지 늘어났다.

레이드배틀
레이드배틀은 1명 이상의 플레이어가 협동하여 보스 포켓몬을 쓰러뜨리고 잡는 것이다

#### 토너먼트 및 리그

##### 리그
GO 배틀 리그에 도입된 3개 리그 중 첫 번째 리그는 슈퍼리그다. 슈퍼리그는 1500이하의 CP(콤배트파워)를 가진 포켓몬만 참가할 수 있다. 하이퍼리그는 CP 2,500 이하의 포켓몬만 허용하는 두 번째 리그이다. 마지막 리그는 포켓몬의 CP에 제한이 없는 마스터 리그이다. 포켓몬 GO는 2020년 11월 30일부터 XL사탕을 이용해 레벨 40에서 레벨 50까지 강화시킬 수 있게 되었는데, 그 후 XL사탕으로 강화시킨 포켓몬이 제외되는 마스터리그 클래식도 생겨났다.
GO 배틀 리그 시즌 7에서는 슈퍼리그에서 가장 많이 사용하는 포켓몬 톱 10을 사용할 수 없는 슈퍼리그 리믹스컵을 선보였다.
GO 배틀 리그 시즌 8은 하이퍼리그 리믹스컵을 선보였고, 슈퍼리그 리믹스와 함께 금지 포켓몬이 20위권까지 확대됐다.
GO 배틀 리그 시즌 9는 CP500 이하의 특정 타입 포켓몬들만 사용할 수 있는 리틀 정글 컵을 선보였다.

##### 컵
컵은 제한된 시간에만 개최되고, 포켓몬 참여에 한계가 있다. GO 배틀 리그에 도입된 첫 번째 컵은 프리미어컵이었다. 프리미어컵은 전설과 신화 포켓몬을 사용할 수 없으며 리그에 따라 CP에 제한이 있다. 두 번째 컵은 비행타입 포켓몬만 허용되는 플라잉 컵으로 계획되었지만, 그럼에도 전설, 신화 포켓몬은 출전할 수 없다. 참여하는 포켓몬은 CP가 1,500 이하여야 한다. GO 배틀 리그 시즌 4는 전설과 신화 포켓몬을 제외한 독, 고스트, 벌레, 악, 페어리타입 포켓몬만 출전할 수 있는 할로윈컵을 선보였다. 참가 포켓몬의 종류에 제한이 있는 첫 번째 컵이다. (플라잉컵이 최초의 컵이었지만, 할로윈컵 이후로 연기되어 실제로 개최된 것은 할로윈컵이 먼저이다). GO 배틀 리그 시즌 5에 도입된 리틀컵은 트레이너 배틀에서 CP 500이하의 포켓몬만 출전할 수 있었다. CP제한이 500인 첫 사례다. GO 배틀 리그 시즌 5의 칸토컵은 포켓몬 지역을 제한으로 도입했다. 시즌 6의 러브컵은 포켓몬의 색상(포켓댁스 기준)의 제약으로 도입했다. 시즌 7은 레트로 컵을, 시즌 8은 엘리먼트 컵을, 시즌 9는 리틀 정글 컵을 개최했다.
| GO 배틀 리그 컵           | 시즌       | CP 제한 | CP 제한 | CP 제한 | CP 제한 | 참가가능 포켓몬 타입                             | 기타 제한사항                                      |
| ------------------------- | ---------- | ------- | ------- | ------- | ------- | ------------------------------------------------ | -------------------------------------------------- |
| GO 배틀 리그 컵           | 시즌       | 500     | 1500    | 2500    | ∞       | 참가가능 포켓몬 타입                             | 기타 제한사항                                      |
| 프리미어 컵 (마스터 리그) | 2–4, 6, 9  |         |         |         | ×       | 전체                                             | 전설, 신화 포켓몬 출전 불가                        |
| 프리미어 컵 (하이퍼 리그) | 3, 4, 6, 9 |         |         | ×       |         | 전체                                             | 전설, 신화 포켓몬 출전 불가                        |
| 할로윈 컵                 | 4, 9       |         | ×       |         |         | 고스트, 악, 독, 벌레, 페어리타입                 | 없음                                               |
| 플라잉 컵                 | 4          |         | ×       |         |         | 비행타입                                         | 없음                                               |
| 리틀 컵                   | 5          | ×       |         |         |         | 전체                                             |                                                    |
| 간토 컵                   | 5-8        |         | ×       |         |         | All                                              | 칸토 지방 포켓몬만                                 |
| 캐치 컵                   | 5          |         | ×       |         |         | 전체                                             | - 이번 시즌에 잡은 포켓몬만 - 신화포켓몬 출전 불가 |
| 홀리데이 컵               | 6          |         | ×       |         |         | 노말, 풀, 전기, 얼음, 비행, 고스트               | 없음                                               |
| 러브 컵                   | 6          |         | ×       |         |         | 전체                                             | - 핑크색 포켓몬만 - 전설, 신화포켓몬 출전 불가     |
| 레트로 컵                 | 7          |         | ×       |         |         | 강철, 악, 페어리타입 포켓몬을 제외한 모든 포켓몬 | n.a.                                               |
| 엘리먼트 컵               | 8          | ×       |         |         |         | 불, 물, 풀타입                                   | Unevolved and evolvable                            |
| 리틀 정글 컵              | 9          | ×       |         |         |         | 강철, 페어리, 고스트타입을 제외한 모든 포켓몬    | 전설, 신화 포켓몬 사용 불가                        |

### 코로나19 범유행으로 인한 게임플레이 개편
나이앤틱은 '포켓몬 GO'에 어디서든 혼자서 즐길 수 있는 '리모트 레이드패스'를 추가했다고 17일 밝혔다. 신규 아이템인 '리모트 레이드패스'를 사용하면 '근처 상태'에 표시되거나 맵 상에서 탭을 할 수 있는 레이드배틀에 참가할 수 있다. 단, 한 번에 보유할 수 있는 '리모트 레이드패스'의 수는 한정된다.
하나의 레이드 배틀에는 20명의 트레이너가 참여할 수 있지만 '리모트 레이드패스'로 참여가 가능한 레이드배틀의 경우 참여가 가능한 트레이너 수는 10명으로 제한된다. 하지만 친구가 레이드배틀에 초대한다면 거리, 시간과 관계없이 어디서든 참여가 가능하다. '리모트 레이드패스'를 사용해도 레이드배틀 관련 리서치와 메달의 달성도에 포함되며, 보스 포켓몬에게 주는 데미지양은 '레이드패스'와 '프리미엄 패스'를 사용해서 참여했을 때와 동일하지만 추후 변경된다. 아울러 숍에 매주 월요일마다 '리모트 레이드패스'가 들어있는 '1 포켓코인' 박스가 등장한다.
이와 함께 매일 '필드리서치' 화면을 열면 '포켓스톱'을 방문하지 않아도 하나의 필드리서치 과제를 받는다. 이 과제는 '포켓스톱'을 통해서 획득할 수 있는 과제와 다르며, 어디에 있어도 완료할 수 있는 내용으로 구성되어있다. 또 프렌드와 교류할 수 있는 '선물'이 줄어들면 파트너 포켓몬이 근처의 포켓스톱에서 선물을 가져오는 기능이 추가됐으며  포켓몬을 강화할 때 사용하는 '사탕'과 '별의모래'의 양을 조절해 한번에 임의 CP까지 강화할 수 있는 편의 기능이 업데이트됐다.
더불어 '별의 조각' '행복의 알' '향로'를 다수 사용할 수 있게 된다. 각 도구별 효과 시간은 보통 30분이지만, 여러 개의 도구를 동시에 사용해 효과 시간을 연장할 수 있다. 각 도구의 효과 시간은 최대 24시간이며, 한 번 사용된 도구는 사라진다. 또 플레이어 포켓스탑 상호작용 거리 2배 증가 등을 추가했다. 또 실내 걸음 기록 추가와 등을 업데이트 했다.

#### 코로나19 범유행게임플레이 개편 롤백 사건
나이앤틱은 2021년 6월 21일, 코로나19에 맞춰 게임에 적용했던 변경사항 중 일부를 '롤백'할 예정이라고 밝힌 바 있다. 또 롤백은 미국, 뉴질랜드를 중심으로 시작한다고 나이앤틱측이 발표했다.
5일 영국 게임매체 유로게이머가 보도한 내용에 따르면, 포켓몬 GO의 미국 및 뉴질랜드 플레이어들은 개발사 나이앤틱에게 '코로나19 개편사항을 코로나 이전으로 바꾸는 것을 취소해달라'라고 요청했다. 이어 이 뜻에 공감하는 전 세계 플레이어들이 5일 포켓몬 GO를 플레이하지 않는 보이콧 운동을 진행했다. 즉, 다시 외출을 권장하는 게임 플레이로 운영 방향을 되돌리겠다는 의미다. 이는 포켓몬 GO의 핵심인 '현실 속 이동과 탐험'을 되살리기 위한 변화이기도 하다.
당시 나이앤틱은 세계 각지의 상황에 맞는 합리적인 시점에 시차를 두고 적용할 계획임을 밝혔다. 포켓몬 GO 페스타 2021이 종료된 뒤 미국과 뉴질랜드에만 우선적으로 롤백이 적용됐다. 두 국가의 포켓몬 GO에선 실내 플레이 권장을 위해 적용됐던 한시적 효과들이 삭제됐다. 누리꾼들은 미국 내 코로나 19 확진자가 계속해서 늘어가고 있는 가운데 나이앤틱의 이같은 조치는 상당히 섣부르다는 지적이 끊이지 않았다.
결국 나이앤틱측은 코로나19의 개편사항을 바꾼다는 발언을 철회했고, 코로나19 개편사항 철회를 이미 실행 한 미국, 뉴질랜드에 다시 코로나19 개편사항을 추가했다.

## 반응
포켓몬 GO는 평단으로부터 엇갈린 평가를 받았다. 게임이 출시되자마자 비평가들은 이 경험을 재미있다고 말하면서도 게임의 기술적인 문제에 주목했다.
비평가들은 포켓몬 GO의 다양한 면모를 호평했다. 오스카 데이우스는 포켓몬 GO를 플레이하는 것 즐거운 경험이었다고 말하며 "포켓몬을 잡는 것이 나를 미소 짓게 만들었다"고 말했다. 제레미 패리쉬는 포켓몬 GO의 사회적 측면을 대규모 멀티 플레이 온라인 게임에 비교했다. 또한 평론가들은 육체적 운동을 하게 해준다며 포켓몬 GO를 호평했다. 테리 슈워츠는 포켓몬 GO를 "최고의 운동 앱"이라며 "포켓몬 GO가 나의 일상적인 걷기 습관을 바꾸었다"고 말했다. 줄리아 벨루즈는 "사상 최대의 의도치 않은 건강 열풍"이 될 수 있다며 개발자들이 미처 깨닫지 못했을 게임 결과 중 하나가 "사람들을 움직이게 하는 것" 이라고 말했다. IGN은 포켓몬 GO를 2018년 역대 최고의 비디오 게임 100위로 선정했다.
다른 비평가들은 부정적인 평가를 보였는데, 비평가들은 잦은 버그과 그 외의 기술적인 문제, 부족한 콘텐츠를 주로 언급했다. 칼리 플랙지(IGN)는 비록 포켓몬 GO 콘텐츠는 부족했지만 전체적인 경험이 이를 보완했다고 말했다. 맷 펙햄(타임)은 포켓몬 GO의 잦은 버그에 대해 비판했다. 마이크 코지마노(Destructoid)도 좋은 아이디어를 보여주었지만 기술적으로 부족하다라고 말했다. 캣 브루스터(가디언)는 포켓몬 GO가 좋은 게임은 아니라고 생각했지만 "멋진 경험"이라고 말했다. 서버 문제도 부정적인 평가를 받았다. 미겔 컨베시온(GameSpot)은 게임의 강력한 사회적 매력과 시각적 디자인을 즐겼지만, "초반부의 반복 플레이는 모든 단계에서 엉망진창"이라고 말했는데, 그 이유 중 하나가 지속적인 서버 문제였다고 한다. 평론가들은 출시 며칠 뒤 나타난 또 다른 결함도 '3단계 결함'이라며 이 버그를 부정적으로  평가했다. 패트리샤 에르난데스(코타쿠)는 "3단계 결함은 포켓몬 GO에게 끔찍한 문제"고 말했다. 폴 타시는 시골과 도시 사이의 격차가 크다는 점도 강조했다. "시골에 사는 포켓몬 GO 플레이어들은 게임을 할 때 포켓스탑과 체육관이 부족해 불리하지만, 도시에 사는 플레이어들은 더 많은 포켓스탑과 체육관를 접할 수 있다"고 지적했다.

### 다운로드 및 수익

#### 2016년
포켓몬 GO는 출시 후 미국 iOS 앱스토어의 '다운로드', '무료' 차트를 빠르게 상승시켰다. 포켓몬 GO는 클래시 로얄을 제치고 앱스토어와 구글플레이 1위에 가장 빨리 오른 게임이 됐고, 1주간 앱스토어에서 가장 많이 다운로드된 앱이 됐다. SamariousWeb에 따르면 출시 이틀 만에 미국 안드로이드 기기의 5% 이상에 설치됐으며, 센서 타워에 따르면 이 게임은 출시 일주일 만에 1000만 번 이상 다운로드돼 가장 빠른 앱이 됐고, 7월 13일까지 전 세계 1500만 다운로드에 도달했다. 서베이 몽키는 포켓몬 GO가 7월 12일 2,100만 명의 사용자로 미국에서 가장 활동적인 모바일 게임이 되었다고 발표했으며, 캔디 크러쉬 사가의 최고봉인 2,000만 명을 넘어섰다. 7월 15일까지 네덜란드에서는 앱이 공식적으로 출시되지 않았음에도 불구하고 약 130만 명이 게임을 하고 있었다. 일본에서 발매 당일 처음 3시간 동안 130만명을 포함해 1000만명 이상의 사람들이 이 게임을 다운로드했다. 앱 애니와 센서타워에 따르면 7월 31일까지 이 게임은 전세계적으로 1억 다운로드를 넘어섰다. 8월 8일, 포켓몬 GO는 단 33일 만에 구글 플레이에서만 1억 건이 넘는 다운로드를 기록하는 대기록을 달성했다.
이 게임은 인게임 구매를 통해 2016년 7월 말까지 1억 6000만 달러 이상의 수익을 올렸는데, 앱애니는 포켓몬 GO가 그 달 하루 1000만 달러 안팎의 매출을 올렸다고 보도했다. 같은 달 센서타워는 이 게임이 클랜의 클래시와 캔디 크러쉬가 세운 모든 기존 기록을 큰 폭으로 제치고 전 세계 2억 달러 이상의 수익을 올렸다고 보도했다. 파이낸셜타임스(FT)는 2016년 8월 12일 포켓몬 GO가 미국, 영국, 독일시장만 집계해 5주 만에 2억 6800만달러의 수익을 올렸다고 보도했다. 2016년 7월 안드로이드 기기에서 하루 평균 앱 사용량이 틴더, 트위터, 인스타그램, 페이스북 등을 넘어섰다. 이 게임의 엄청난 인기 때문에, 몇몇 앱 개발자들은 이용 가능한 소프트웨어 개발 키트(SDK)를 이용한 유사한 AR 앱을 개발하는 데 집중하게 되었다. 센서타워에 따르면, 2016년 9월 2일까지 포켓몬 GO는 전 세계적으로 4억 4천만 달러 이상의 수익을 창출했다. 시장조사업체 뉴저에 따르면 9월 30일까지 5억 건의 다운로드를 받았고 80일 동안 4억 7천만 달러의 총 수익을 올렸다. 포켓몬 GO는 출시 90일 만에 6억 달러의 매출이라는 대기록을 달성해 역대 모바일 게임 중 가장 빠른 게임이 됐다.
게임 내 구매 외에도 스타벅스, 맥도날드, 스프린트와 같은 소매 체인점과들은 나이앤틱 랩스에 스폰서 비용을 지불한다.
포켓몬 GO의 기록으로는 모바일 게임의 매출 총액(2억650만 달러), 모바일 게임을 다운로드(1억3000만 다운로드), 대부분의 국제 모바일 게임 차트에서 동시에 1위를 차지했다.(70개국의 상위 게임), nal 차트는 첫 달 동안 모바일 게임에서 동시에 1위를 차지했고(55개국에서 동시에 1위를 차지), 모바일 게임으로 1억 달러를 벌어들인 가장 빠른 게임(7월 26일 20일 만에 다시 달성)을 기록했다. 2016년 9월까지 포켓몬 GO는 전 세계적으로 5억 회 이상 다운로드 되었고, 5억 달러 이상의 수익을 올린 가장 빠른 게임이 되었다. 포켓몬 GO는 2016년 앱스토어 브레이크아웃 히트상을 받았다. 포켓몬 GO는 2016년 구글에서 가장 많이 검색된 게임이 되었다.
미국에서의 포켓몬 GO 인기는 7월 15일에 정점을 찍었고 9월 중순까지 79%의 플레이어를 잃었다. 포브스는 "호기심이 많아 포켓몬 GO를 시작한 플레이어들이 포켓몬 GO의 콘텐츠 부족으로 나가 게임 플레이 인원이 줄어들었다."라고 전했다. 나이앤틱은 2016년 10월 센서타워가 보도한 대로 최대 133%까지 매출이 급증하는 할로윈 테마 이벤트를 내놓아 게임을 다시 최고 수익 앱 차트 1위로 올려놓았다. 이 게임은 10월 18일부터 22일까지 약 1,000만 달러에서 10월 25일부터 29일까지 약 2,330만 달러를 벌어들인 것으로 보고됐다. 앱애니에 따르면 포켓몬 GO는 2016년 약 9억 5000만 달러의 수익을 올렸다.

#### 2017~2021
2017년 2월, 포켓몬 GO는 크런치 시상식에서 최우수 앱상을 받았다. 2017년 2월까지 이 게임은 전세계적으로 6억 5천만 번 이상 다운로드되었으며, 10억 달러의 수익을 올린 것으로 보고되어 지금까지 가장 빠른 모바일 게임이 되었다. 앱토피아에 따르면 2017년 6월까지 이 게임은 7억 5000만번 이상 다운로드 됐으며 예상 매출액은 12억 달러였다. 모바일 앱 리서치 업체 앱토피아에 따르면 출시 1년이 지난 지금도 약 6000만 명의 사용자가 게임을 하고 있었다. 2018년 5월, 포켓몬 컴퍼니는 이 게임이 전 세계적으로 8억 건 이상의 다운로드에 도달했다고 발표했다. 포브스는 이 게임이 2018년 9월까지 9억 다운로드에 근접했을 것으로 추정했다. 다운로드를 가장 많이 한 상위 5개국은 미국(21%), 브라질(9.3%), 인도(8.6%), 멕시코(5.5%), 인도네시아(5%) 등이다. 2019년 2월 현재, 이 게임은 전세계 10억 명 이상이 다운로드했다.
슈퍼데이터 리서치 보고서는 포켓몬 GO를 2017년 연간 매출 8억 9천만 달러로 9번째로 높은 수익을 올린 모바일 게임으로 선정했다. 블룸버그는 포켓몬 GO가 2017년 말까지 총 20억 달러의 매출을 올렸다고 추정했다. 애널리스트인 센서타워는 출시 2년 후 이 게임이 인앱 구매로 18억 달러 이상의 총 수익을 올렸다고 추정하며 전 세계 플레이어들이 매일 200만 달러를 지출하고 있다고 보도했다. 슈퍼데이터 리서치는 2018년 5월 포켓몬 GO가 월 매출 1억4 00만 달러, 게임을 플레이 하는 인원이 1억 4700만 명을 기록해 2016년 여름 이후 최대치를 기록했다고 보도했다. 2018년 7월 포켓몬 GO는 이달 들어 가장 많은 수익을 올린 모바일 앱이었다. 센서타워는 트레이딩과 프렌즈 기능이 도입된 이후 선수들이 하루 평균 250만 달러를 쓴다고 보도했다. 앱토피아는 2018년 9월까지 이 게임이 인앱 구매로 20억 달러 이상을 벌어들였다고 보고했다. 이 게임에서 가장 많은 수익을 올린 국가는 일본(6억7000만 달러), 미국(5억 5000만 달러), 독일(8800만 달러), 영국(8600만 달러), 호주(5200만 달러)이다. 닐슨미디어리서치 계열사인 슈퍼데이터 리서치에 따르면 2018년 13억 달러로 네 번째로 많은 수익을 올린 게임으로 2019년 한 해에만 포켓몬 GO가 14억 달러를 벌어들였다. 포켓몬 GO 라이브 이벤트는 2019년 한 해 동안 2억4,900만 달러의 관광 수익을 올렸다. 2020년 11월 센서타워에 따르면 포켓몬 GO는 6억 개에 가까운 독특한 설치물을 게임 내에 포켓스탑으로 만들었고 iOS 앱스토어와 구글 플레이를 통해 게임 내 구매로 42억 달러에 가까운 수익을 창출했다. 설치와 수입에서 가장 큰 시장은 미국이며, 일본과 독일, 브라질과 멕시코가 뒤를 잇고 있다.
2020년 코로나 19으로 인해 선수들이 집 밖에서 게임을 플레이 하는 것에 제약을 받게 되면서 나이앤틱은 선수들이 집 안에서 게임을 할 수 있는 새로운 기능을 구현했고, 이는 코로나로 인한 외출 제한에도 불구하고 플레이어는 1년내내 하락하지 않고 오히려 상승했다. 대유행 초기에 게임 플레이어 수가 잠깐 하락했음에도 불구하고 2020년 1월~8월 사이 월별 활동 플레이어 수는 45% 증가했고, 2020년 게임 수익은 2016년 수익률마저 넘어 역대 최고를 기록했다. 센서타워에 따르면 이 게임은 2020년 첫 10개월 동안 10억 달러 이상의 수익을 올렸으며, 2020년 12월에 가장 많은 수익을 올린 모바일 게임이었다. 포켓몬 GO는 슈퍼데이터 리서치에 따르면 2020년 연간 매출 19억 2000만 달러로 게임 전체 매출액이 64억 6000만 달러로 가장 높은 게임 5위 안에 들었다. 이 게임은 2021년 상반기에 6억 4160만 달러의 수익을 올렸다.

### 타사 서비스
포켓몬 GO가 인기있어지자 다수의 제삼자, 비공식 어플이 등장했다. 주목할 만한 앱으로는 '포켓 레이더'와 '포켓몬 GO 헬퍼'등이 있는데 이 어플은 현재 진행 중인 레이드나, 현재 둥지등을 확인 할 수 있다. 포켓몬 GO의 인기가 절정에 달했을 때 '포케 레이더'는 포켓몬 GO의 뒤를 이어 애플 앱스토어에서 2위를 기록했다.
플레이어가 특정 장소에 다른 플레이어에 메시지를 남길 수 있는 또 다른 앱 고챗은 5일 만에 100만명 이상이 다운로드해 애플 앱스토어와 구글 플레이스토어에서 10위권에 진입했다. 그러나 앱 개발자 조나단 자라는 앱의 모니터링을 하지 않는 것을 선택했고 투자자와 이사회 멤버인 마이클 로버트슨을 데려오기 전까지 앱의 서버를 유지하는데 재정적인 어려움을 겪었다. 상당한 자금을 확보한 후, 그 앱은 2백만명 이상의 사용자들이 다운로드했다. 리스크IQ에 따르면 2016년 7월 17일까지 최소 215건의 가짜 게임이 출시됐다. 이런 가짜 앱 몇 개에는 악성 프로그래밍과 바이러스가 들어 있었다.
2016년 7월 22일 출시된 '포케비전'은 최고의 IV를 가진 포켓몬이 어디서 발생했는지, 그들이 사라질 때까지 얼마나 많은 시간이 남았는지 정확히 알 수 있게 해 주었는데, 이 사이트는 게임에서 직접 해킹한 데이터를 사용했다. 웹사이트가 출범한 지 5일 동안 2700만 명의 방문자들이 이 사이트를 이용했다. 7월 31일에는 포케비전등 다수의 포켓몬 검색 앱과 사이트가 나이앤틱의 서비스 약관을 위반해 사이트에 차질이 발생했다.

## 비판 및 논란

#### 안전사고 문제

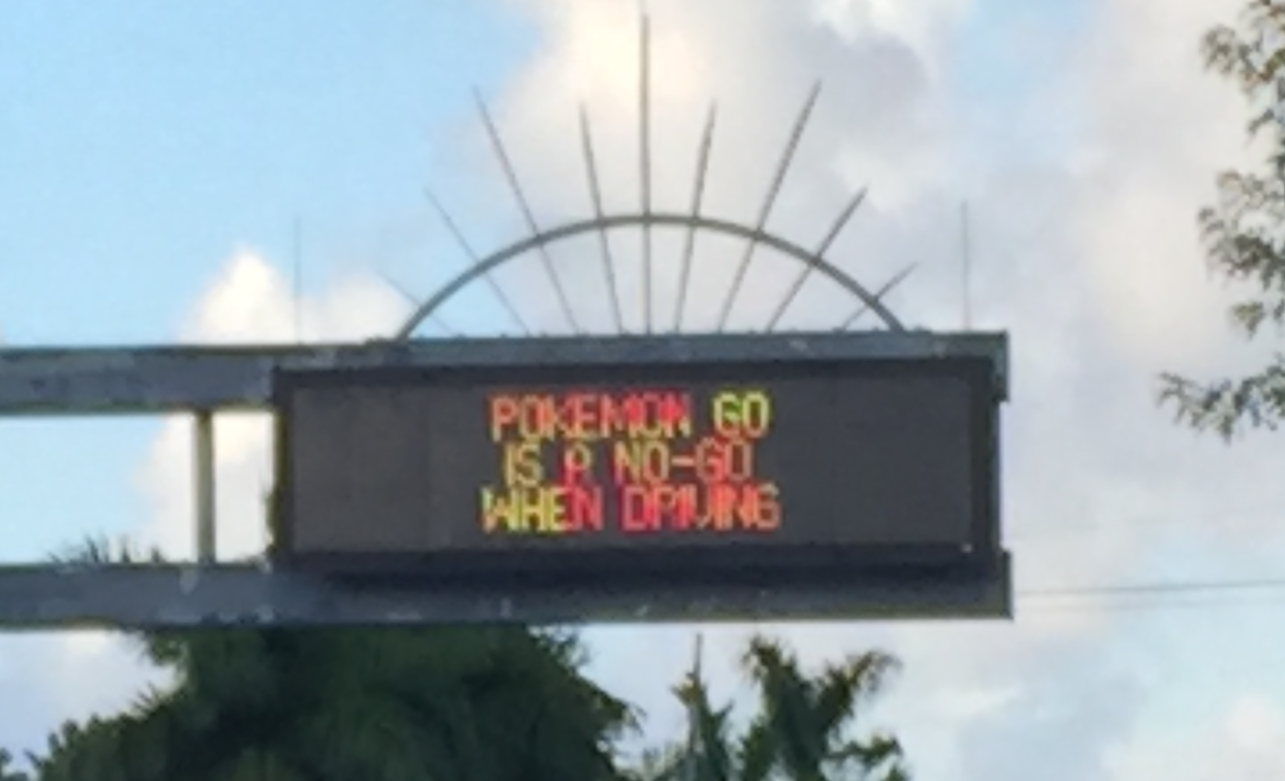
운전 중 포켓몬 GO를 삼가달라는 미국 플로리다주의 교통 주의 사인

게임이 출시되자 현실세계에서 포켓몬 잡기에 몰두하는 이용자들로 인해 안전사고 위험 문제가 불거졌다. 미국의 경찰 당국은 포켓몬 GO를 플레이하는 이용자들이 포켓몬을 찾으러 다니는 데 신경을 쓰다 교통사고와 같은 안전 문제가 발생할 수 있다며 주의를 당부했다. 2016년 7월 15일에는 영국 윌트셔주의 한 마을에서 10대 4명이 전날 오후 포켓몬 GO를 플레이하다 네트워크 박스 아래 동굴에 들어갔다가 길을 잃었고, 이후 소방대원에게 구조되는 일이 발생하기도 했다. 실종됐던 10대 4명 중 부상을 당한 사람은 아무도 없었다.

#### 사유지 침해
사유지 침해도 문제가 되고 있는데, 포켓몬 GO 유저들이 게임에 열중한 나머지 타인의 사유지에 무단 침입하는 사례가 늘어나고 있다.
미국 뉴저지주에 사는 한 주민이 "낯선 사람들이 찾아와 뒷마당에 포켓몬을 잡게 문을 열어달라고 했다"고 주장하며 포켓몬 GO 개발사인 나이앤틱에게 소송을 걸었다.

#### 접근성의 차이
이 게임의 포켓스톱 및 체육관은 미국의 인구통계학적 특성을 반영하여 인구가 적은 동네에 작게 배치한 것으로 지적되었다. 농촌 지역의 플레이어들도 레이드, 포켓스톱, 체육관이 자신이 거주하는 지역에 부족한 것에 대해 불만을 토로했다. 포켓몬고는 신체 장애인 플레이어의 게임 접근성이 낮다는 문제로 비판을 받았다. 에이블게이머즈 재단 CEO인 스티브 스펀은 포켓몬 GO를 다른 모바일 게임과 비교했을 때 "장애 플레이어의 접근성이 매우 낮다"라고 말했다.

#### 범죄
여러 나라의 경찰들은 난폭 운전, 무단침입, 주변 환경을 몰라 범죄자의 표적이 되는 것에 대해 비난했다. 뉴욕주에서는 성범죄자들이 가석방 기간 동안 포켓몬 GO를 사용하는 것이 금지된다. 보스니아 플레이어들은 1990년대 보스니아 전쟁에서 남겨진 지뢰밭에 출입하지 말라는 표지판을 보지 못하고 들어가는 일이 생겼다. 러시아에서는 예카테린부르크의 모든 성도교회에서 포켓몬 GO를 한 뒤 2016년 9월 두 달간 체포돼 결국 신성모독 혐의로 징역 3년 6개월의 집행유예를 선고받았다.

#### 야생 포켓몬 출현 장소 논란
미국의 홀로코스트 추모 박물관에서 또가스가 출현하여 논란이 되었다.

## 영향

### 경제적 영향

#### 닌텐도

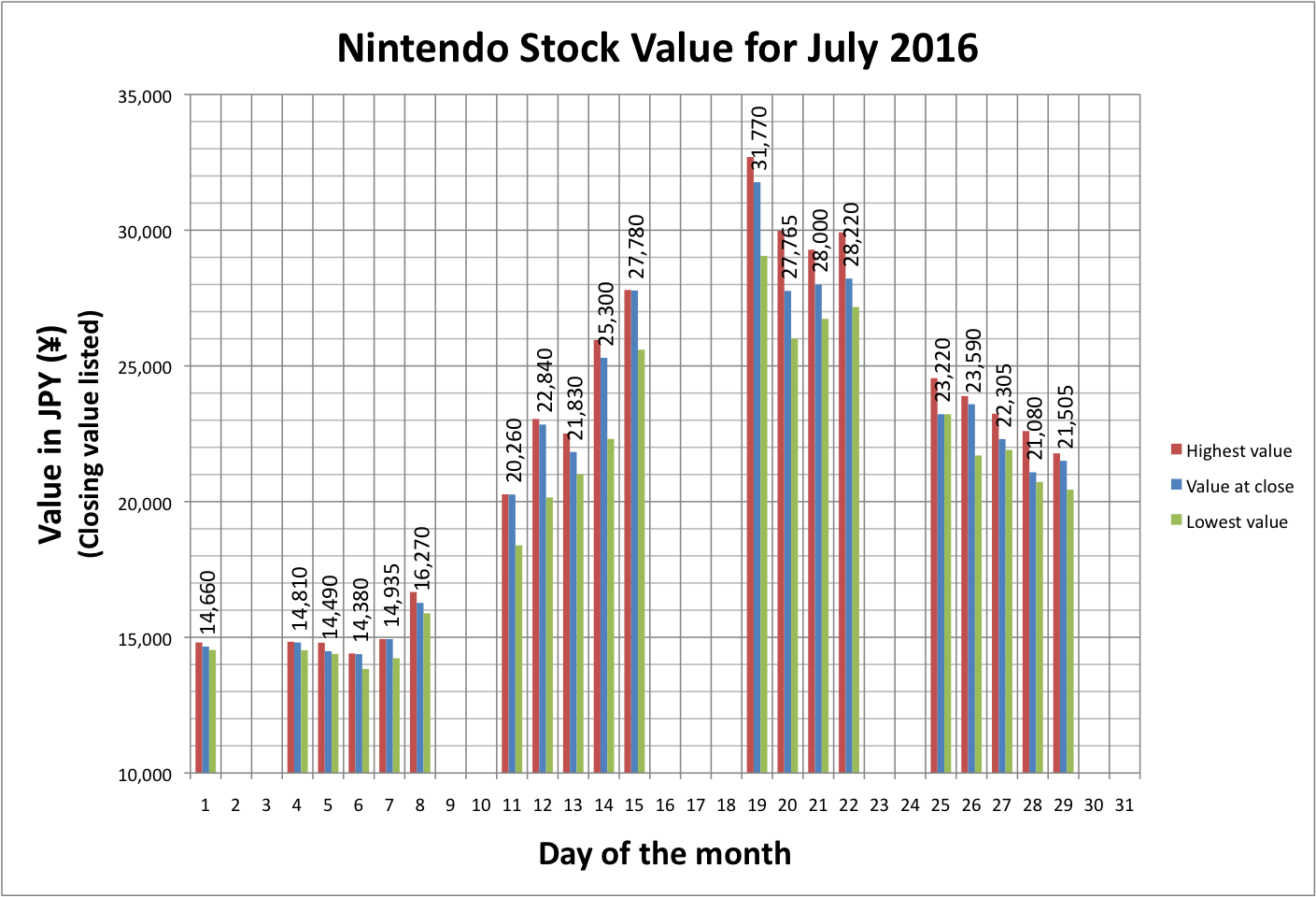
7월 7일 포켓몬 GO 최초 출시 이후 투자 급증을 그린 2016년 7월 닌텐도 주가 그래프.

7월 7일 포켓몬 GO가 처음 출시되자 투자자들의 투자로 닌텐도의 주가가 10% 상승하고 7월 14일까지 주가가 50%까지 오르는 등 반응이 뜨거웠다. 닌텐도가 포켓몬 컴퍼니의 지분 32%와 나이앤틱의 미공개 지분만을 보유하고 있었지만 그럼에도 불구하고 닌텐도의 시가총액은 포켓몬 GO 출시 5일 만에 90억 달러까지 증가했다.   이 같은 추세는 게임 출시 후 일주일 넘게 이어졌고 7월 19일까지 닌텐도 주가는 포켓몬 GO 공개 전에 비해 2배 이상 뛰었다. 매출액은 사상 최대인 7036억 달러를 기록했으며 도쿄증권거래소 본사의 닌텐도 주식 거래는 전체 거래의 4분의 1을 차지했다. 파이낸셜 타임즈는 투자자들은 향후 닌텐도 앱 출시도 회사가 모바일 앱 시장에 더 많이 진출하는 만큼 성공적일 것으로 예상한다고 말했다. 닌텐도는 2017년 3월까지 스마트폰 앱 게임 4종을 추가로 출시할 계획이며 투자자들은 포켓몬 GO가 닌텐도를 통해 슈퍼마리오, 메트로이드, 젤다의 전설 등과 함께 '세계에서 가장 가치 있는 캐릭터 재산권'을 보유하고 있다고 밝혔다.
7월 22일까지 닌텐도는 게임 출시 이후 시가 총액이 176억 달러 증가했다. 그러나 닌텐도 측이 포켓몬 GO를 생산하지 않았으며 이를 통해 실질적인 재정적 이익을 얻지 못했다는 설명에 따라 7월 25일에 닌텐도의 주가는 18% 하락했다. 이는 1990년 이후 닌텐도의 하루 최대 감소치였다. 맥쿼리증권에서는 닌텐도 회사는 게임에서 약 13%의 "유효 경제적 지분"을 보유하고 있다."라고 말했다.

#### 타 회사
주가 급등은 닌텐도를 넘어 확장됐으며 토미, TV도쿄, 교토 은행등이 모두 큰 폭의 상승세를 보였다. 마찬가지로 배터리 케이스를 제조하는 회사를 소유한 자그도 포켓몬 GO와 관련해 주가가 25% 올랐다.

### 문화 및 지역적 영향

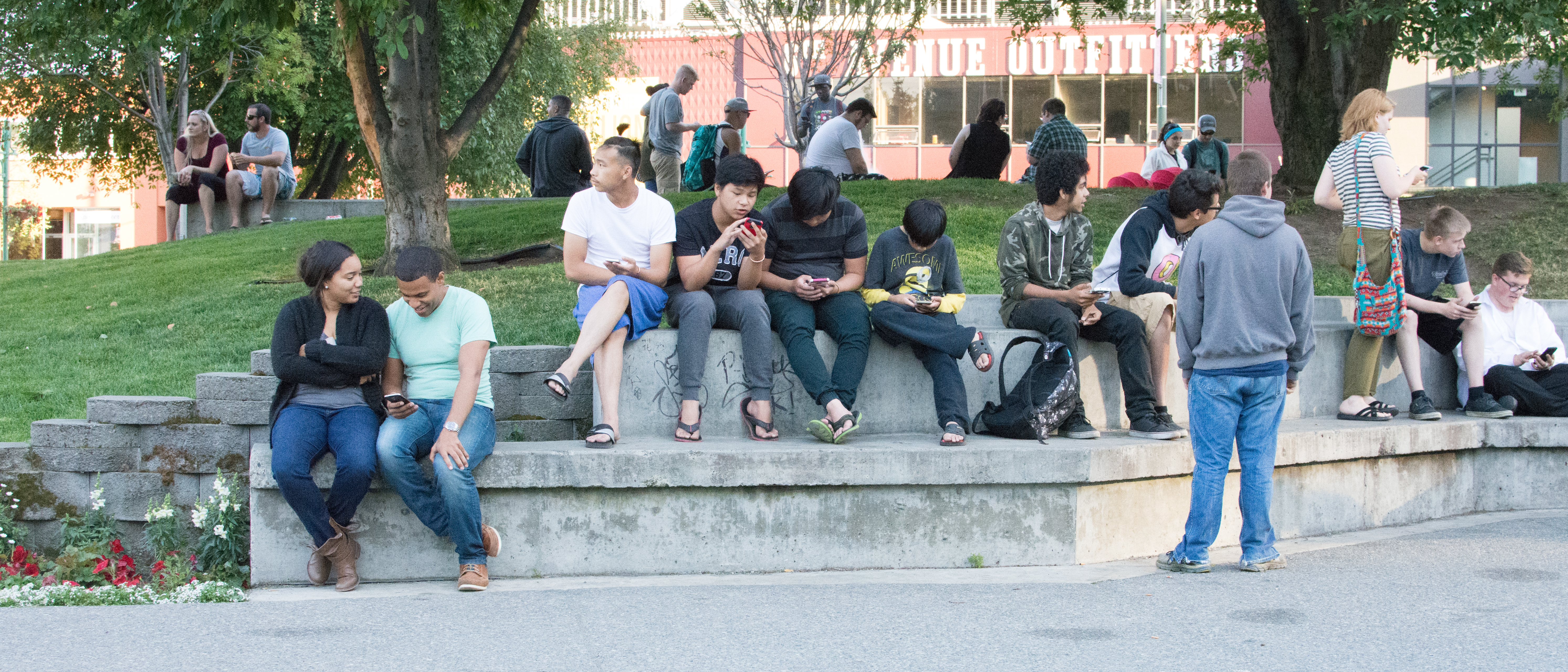
미국 알래스카주 앵커리지의 한 공원에 모여 포켓몬 GO를 즐기는 사람들

사람들이 포켓몬이 출현하는 장소나 거리에 운집하는 현상이 빚어져, 북아메리카 지역에서 포켓몬 GO의 인기는 일종의 사회현상으로 급부상하였다. 뉴욕 센트럴 파크에서는 희귀 포켓몬인 샤미드(일본어: シャワーズ)가 일대에 나타나자, 운행하던 차에서 내리면서까지 샤미드를 포획하려고 몰려가는 군중으로 인해 인근 교통이 마비되는 사태도 일어났다. 심지어 게임상에서 미터법이 사용되는 것으로 인해, 포켓몬 GO가 미국 단위계에 익숙한 미국 플레이어들에게 "조심스레 미터법을 가르치고 있다"는 보도도 나왔다.
한편, 뉴욕 브루클린에 거주하는 닉 존슨(Nick Johnson)이란 남성이 포켓몬 GO 출시 18일 만에 미국 내에서 포획 가능한 142종의 포켓몬들을 모두 포획해 화제가 되었다. 존슨은 미국의 호텔 회사인 메리엇의 후원을 받아 미국 외 특정 지역에만 존재하는 나머지 포켓몬들까지 모두 포획해 첫번째 포켓몬 마스터로 등극할 계획을 밝혔다.
2017년 5월부터는 주기적으로 각종 라이브 이벤트가 개최되고 있다. 특정 지역에서 유료 구매자를 대상으로 한 포켓몬 GO FEST와 사파리 존, 특정 시간대에 특정한 포켓몬이 대량으로 발생하는 커뮤니티 데이 등이다. 최초의 라이브 이벤트는 2017년 5월에 미국 노스캐롤라이나주 샬럿에서 열렸다.
이 게임은 각계각층의 사람들을 한데 모은 '소셜 미디어 현상'으로 일컬어졌다. 2억 3100만명이 7월 한 달간 페이스북과 인스타그램에서 포켓몬 GO를 11억명이 언급했다. 수많은 매체들은 이 같은 인기를 '포켓몬 고 매니아', 즉 단순히 '포켓마니아'라고 표현했다. 이 게임의 엄청난 인기는 몇 가지 긍정적인 효과를 가져왔다. 예를 들어, 이 게임은 플레이어들을 범죄자를 잡거나 진행 중인 범죄를 신고하는데 도움을 줄 수 있는 곳에 배치했다. 비록 이렇게 배치한 것이 일부 포켓몬 고 유저들에게 피해를 입히기도 했지만, 좋은 결과가 나왔다. 법 집행 기관의 지역사회 관계에도 도움을 주었다. 기업들 역시 포켓스탑이 인근에 존재하며 그에 따른 인구 유입으로 이득을 보았다. 또 포켓몬 GO가 지역 커뮤니티를 활성화 시켜주기도 했다. 포켓몬 GO 유저들이 포켓몬을 잡기위해 예배장소로 출입하는 것이 목격되었다. 종교 지도자들의 일부 비판에도 불구하고, 이것은 종교 단체들에게서 긍정적으로 받아들여졌다. 그들은 신자들이 와서 기도하는 것을 상기시키는 것으로 보았다고 말했다. 일부 업소는 자신의 소유지에 있는 포켓스탑에 추가 플레이어를 유치하기 위해 게임에서 루어모듈를 구매하기도 했다. 출시 일주일 만에 크레이그리스트와 플레이어업 관련 고급 계정의 판매와 썸택 관련 전문가 자문 판매 등 2차 시장이 등장했다. 무선통신사인 T모바일 US는 포켓몬고 세션에 대해 1년간 무료 데이터 제공을 시작했으며 옐프는 인근에 포켓스톱이 있는 업체만 보여주는 필터를 추가했다. 미국 전역의 국립공원은 포켓몬고의 국내 출시에 이어 주말에도 워싱턴 D.C.의 국립몰과 메모리얼 파크에 '수백 명 또는 수천 명'의 방문객이 몰리는 등 이 게임으로 인해 많은 관람객이 몰렸다. 포켓스톱을 전시장에 배치한 소규모 박물관인 텍사스 주 샌안토니오의 맥나이 미술관, 플로리다 주 보카 라톤에 있는 모리카미 미술관과 일본 정원 등의 관람객이 늘었다고 전했다. 자선단체들은 포켓몬고 플레이어들의 참여를 구했고, 동물 보호소는 알을 부화하기를 원하는 사람들에게 개 산책을 하는 것을 권했다.

### 건강에 미치는 영향

#### 정신 질환의 치료 효과
플로리다 주에 거주하는 18세 소녀는 3년간에 필요한 때 이외는 외출할 것을 피하다가 포켓몬 GO을 시작한 뒤에는 즐겁게 외출하게 되는 등 야외활동을 즐기게 되었다.
영국 잉글랜드에 거주하는 17세 소년은 자폐증 때문 5년 정도 집 밖으로 나오는 일이 거의 없었지만 포켓몬 GO을 계기로 밖에 나갈 수 있게 되었다.
런던 정치경제대학의 연구팀은 11일 학술지 Journal of Management Information Systems 39호에 포켓몬 GO 연구를 통해 본 위치기반 모바일 게임과 지역 사회의 우울증 관계를 분석한 연구 결과를 내놓았다.
포켓몬 GO가 이런 정보를 확인하는 데 좋은 게임으로 꼽힌 건 국가별로 출시 일정이 달랐기 때문이다. 연구진은 게임이 처음 서비스된 호주, 뉴질랜드를 시작으로 미국, 영국, 필리핀, 인도, 등 영어 사용권 12개 국가, 166개 지역의 출시 전후를 기준으로 게임이 준 영향을 분석했다.
연구 결과 포켓몬GO의 출시 후 경증 우울증 관련 검색 횟수가 크게 줄었다. 또한, 연구진은 급성 우울증의 단기적 완화에도 효과가 보여졌음을 밝혔다. 그들은 이용자들이 포켓몬들을 잡으며 야외 신체 활동을 하고 자연스럽게 사람과 만나거나 자연을 접할 수 있는 것이 이러한 정신 건상에 도움이 될 수 있다고 평가했다.
다만, 우울증 관련 검색 추이는 출시 기간이 지나며 점차 증가하는 모습을 보여 장기적인 효과는 적었다. 또한, 심각한 형태의 우울증 관련 검색은 게임 출시와 큰 상관관계를 보이지 않은 만큼, 게임보다는 전문적인 치료가 우선되어야 한다는 것도 연구를 통해 확인할 수 있다.
연구진은 포켓몬GO를 우울증 치료제로 쓸 수는 없지만, 기존의 우울증 및 스트레스 해소를 위해 많은 재원과 노력을 들여야 하는 공중보건 전문가들이 게임의 긍정적인 부분을 활용할 수 있을 것이라고 밝혔다. 또한, 총체적 유병률과 검색의 지역적 특징을 좀 더 추가 연구한다면 위치기반 게임이 가진 효과와 긍정적 부분을 보다 면밀히 관찰하고 활용할 수 있게 될 것이라고 전했다.

#### 걸음 수 증가등의 효과
일본 운동 역학회가 포켓몬 GO를 플레이하면 건강 증진을 할 수 있을 것으로 예상한다고 발표했다.
또 스탠퍼드대의 연구에서는 포켓몬 GO를 시작한 사람은 옛날에 비해서 활동량이 평균 26%, 하루의 발걸음이 평균 1,473걸음 늘면서 건강에 좋은 효과가 있다고 발표했다.

## 포켓몬
일반 포켓몬 환상 포켓몬 전설의 포켓몬 멜탄과 멜메탈 이 출시 되었다.

### 신비아파트 고스트워를 포함한 고스트들
신비아파트 고스트들은 2025년 5월 5일에 출시될 예정이다.
다 고스트워: 캐주얼 배틀 아레나에 나오는 귀신들과 비슷하다.

## 이벤트

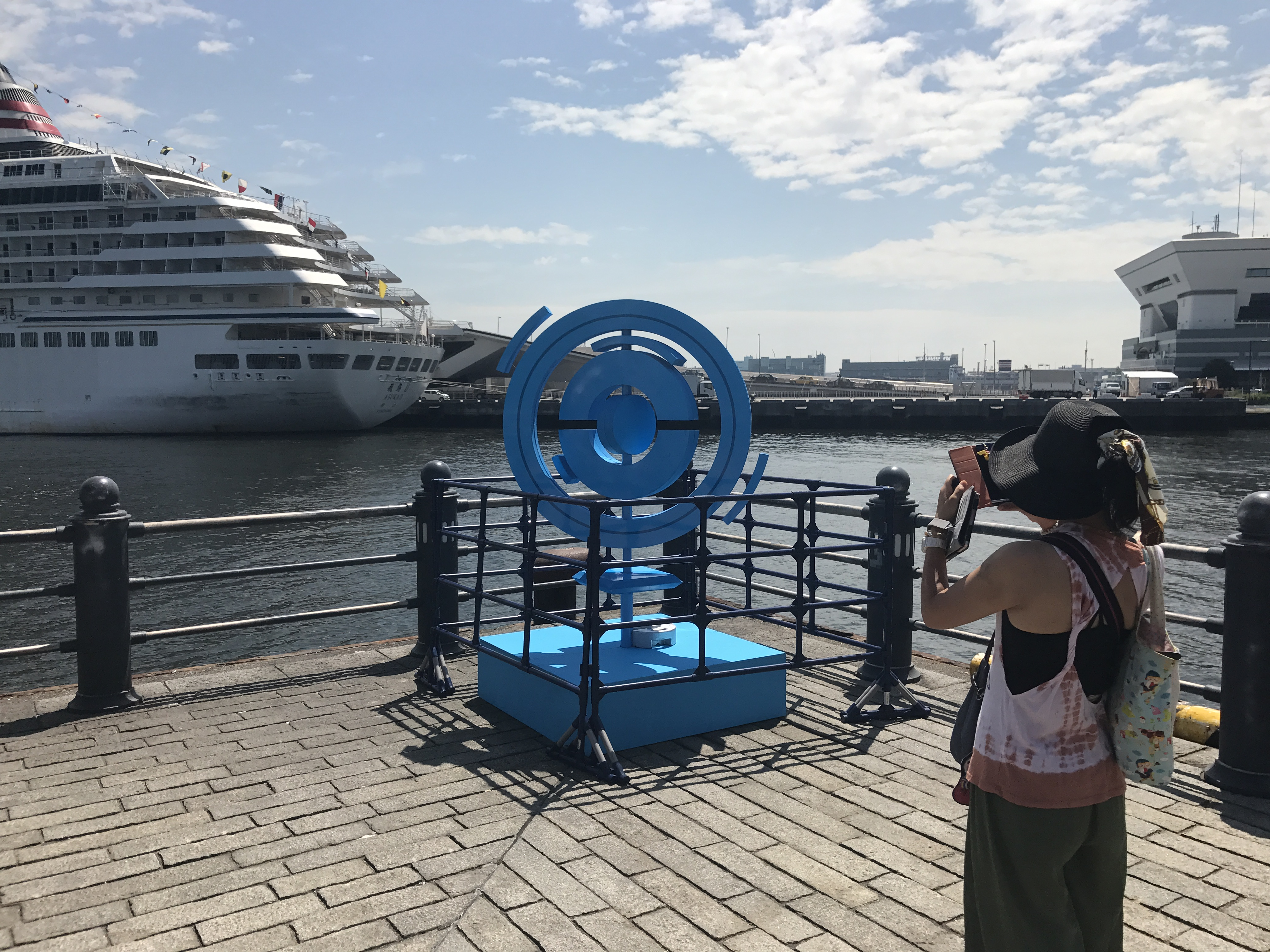
2017년 8월 일본 요코하마에서 열린 ‘요코하마 포켓몬 GO 파크’ 이벤트 때 설치된 실물 포켓스탑

### 포켓몬 GO 위크 인 코리아
나이앤틱과 포켓몬코리아가 14일 부산 벡스코에서 개막한 게임 전시회 '지스타 2019'에서 '포켓몬 GO' 야외 이벤트인 '포켓몬 GO 위크 인 코리아(Pokémon GO 'Week in Korea)'를 개최했다.
이번 행사는 지스타가 열리는 기간 동안 부산시 전 지역에서 물 타입 포켓몬(꼬부기, 리아코, 물짱이 등)의 출현 확률이 높아지고, 운이 좋으면 색이 다른 포켓몬도 만나볼 수 있는 이벤트다. 벡스코와 올림픽 공원, 부산시립미술관 근처 공원, 부산시민공원에서는 그간 한국에서 만날 수 없었던 포켓몬 '네오비트'와 '안농'을 잡을 수 있는 기회도 제공된다.

### 포켓몬 GO 페스트

#### 2018년
개발사 나이앤틱(Niantic)은 7월 14일~15일 시카고 도심 미시간호변의 명소 링컨파크에서 '시카고 공원 산책'(A Walk in the Park in Chicago)이라는 타이틀로 '2018 포켓몬 GO 페스트'을 개최했다. 나이언틱은 참가자들이 링컨파크에 조성될 약 3.2km의 트레일을 따라 걸으며 희귀 포켓몬을 포획하고, 실제 이정표들을 확인하면서 다른 곳에서는 체험할 수 없는 독특한 경험을 하게 될 것이라고 밝혔다.
시카고 포켓몬 페스트 참가비는 작년과 마찬가지로 20달러이고, 행사에 참가하지 않더라도 행사가 열리는 주말에 시카고를 방문하는 이들은 도시 전역에서 희귀 포켓몬을 잡을 수 있다고 나이앤틱 측은 밝혔다.

#### 2019년
2019년 포켓몬 GO 페스트는 시카고에서 개최되었다.
Pokémon GO Fest 2019 Chicago는 “포켓몬 GO” 최초로 4일간 진행된 역대 가장 큰 규모를 자랑한 이벤트였다. 이번 이벤트에는 60,000 명이 참가했으며 시카고 근처에서도 287,000명의 트레이너가 “Pokémon GO”를 플레이했다. 또한 전 세계 트레이너들이 팀 인스팅트의 리더 스파크의 리서치 챌린지를 달성하는 미션도 주어졌다. 또 토요일에는 갑작스러운 악천후로 잠시 이벤트가 중단되었다.
이번 이벤트로 플레이어들은 총 290,000
Km를 걸었으며, 포켓몬 15,000,000마리를 잡았고, 213,000명의 트레이너가 새로운 프렌드가 되었다.

#### 2020년
나이앤틱 존 행크 대표는 7월 25일부터 7월 26일까지 2020 포켓몬 GO 페스트를 개최한다고 발표했다.
그간 포켓몬 GO 페스트는 각국 주요 도시에서 개최됐지만 이 해는 코로나 19 확산 방지를 위해 가상의 도시를 배경으로 진행되었다. 이용자는 한 시간마다 가상의 포켓몬 서식지를 돌아다니면서 75개 이상의 독특한 포켓몬들을 만날 수 있었다. 또한 전세계 이용자들과 한 팀을 이뤄, 각 서식지 특성에 맞춘 도전적인 과제를 완수하면 특별 보너스를 받을 수 있었다. 더불어 미국 내에서 확산되고 있는 흑인인권운동을 지원하기 위해 포켓몬 GO 페스트 2020 티켓 판매 수익을 포함해 약 500만 달러의 금액을 기부하였다.
포켓몬 GO 페스트 2020은 온라인에서 개최돼 전 세계 수백만 명의 이용자들이 참여했다. 이틀간 10억 마리의 포켓몬을 잡고 5500만개의 선물을 교환했다.

#### 2021년

2021년 포켓몬 GO 페스트 로고

2021년 7월 17일과 18일에 2021 포켓몬 GO 페스트가 개최되었다.
2021년에도 온라인으로 개최되며 포켓몬스터의 25주년과 ‘포켓몬 GO’ 출시 5주년을 맞아 이벤트 참가 티켓을 지난해 15달러에서 5달러로 할인한다. 티겟을 가진 이용자는 이벤트 혜택을 추가로 얻을 수 있다. 이벤트는 7월 17일과 18일 주말 동안 오전 10시부터 오후 6시까지 진행되었다. 2020년 고 페스트와 비슷하게 진행되었다.
2022년 울트라비스트 매시붕과 페로코체가 에이드에 나왔다.

### 커뮤니티 데이
커뮤니티 데이는 지역 커뮤니티의 활성화를 위한 포켓몬 GO의 정기적인 이벤트이다. 한달에 한번씩 열리고 다음 커뮤니티는 포켓몬 GO 홈페이지에 올라온다. 또한 커뮤니티 데이 진행 중에는 "색이다른 포켓몬"과 포켓몬의 "특별한 기술"을 얻을 수 있다.
또 커뮤니티 데이의 효과로 나이앤틱과 포켓몬 GO 코리아는 포켓몬 GO의 사용량이 지난 5월 이후 사용량이 35%가량 증가했다고 12일 밝혔다.

### 망자의 날 이벤트
2021년 11월 1일 오전 10시~11월 2일 오후 8시까지 진행된 포켓몬 GO의 '망자의 날'(Día de Muertos) 이벤트에서는 루어모듈과 향로의 지속시간이 90분으로 늘어나며, 포켓몬을 잡을 때 얻는 별의모래가 2배로 늘어난다.
이와 더불어 '껍질몬'을 만날 수 있는 새로운 챌린지인 '컬렉션 챌린지'가 펼쳐지며, 1일 하루동안 배틀 승리시 4배의 별의모래를 제공하는 'GO 배틀데이' 이벤트도 펼쳐진다.

### 빛의 페스티벌
2021년 11월 5일부터 11월 14일까지는 빛의 페스티벌이 개최됐다. 빛의 페스티벌에는 신규 포켓몬인 데덴네가 처음 출현한다. 또한 우정레벨이 빨리 증가하고, 피카츄, 코일, 마그마그, 소곤룡, 썬더라이, 줄뮤마, 소미안, 저리어, 푸호꼬, 데덴네의 출현율이 높아진다.

## 수상
| 상                                      | 부문                                      | 결과 | 출처            |
| --------------------------------------- | ----------------------------------------- | ---- | --------------- |
| BBC Radio 1's Teen Awards 2016          | Best Game                                 | 수상 | [ 301 ]         |
| The Game Awards 2016                    | Best Mobile/Handheld Game                 | 수상 | [ 302 ]         |
| The Game Awards 2016                    | Best Family Game                          | 수상 | [ 302 ]         |
| 골든 조이스틱 어워드 2016               | Innovation of the Year                    | 수상 | [ 303 ]         |
| 골든 조이스틱 어워드 2016               | Handheld/Mobile Game of the Year          | 수상 | [ 303 ]         |
| 2016 TechRaptor Awards                  | Best Mobile/Handheld Game                 | 수상 | [ 304 ]         |
| D.I.C.E. Awards 2016                    | Game of the Year                          | 후보 | [ 305 ]         |
| D.I.C.E. Awards 2016                    | Mobile Game of the Year                   | 수상 | [ 305 ]         |
| 뉴욕 게임 비평가 어워드                 | A-Train Award for Best Mobile Game        | 수상 | [ 306 ]         |
| 뉴욕 게임 비평가 어워드                 | Central Park Zoo Award for Best Kids Game | 수상 | [ 306 ]         |
| 개임 개발자 초이스 어워드 2016          | Best Mobile/Handheld Game                 | 수상 | [ 307 ]         |
| 개임 개발자 초이스 어워드 2016          | Innovation Award                          | 후보 | [ 307 ]         |
| 개임 개발자 초이스 어워드 2016          | Best VR/AR Game                           | 후보 | [ 307 ]         |
| International Mobile Gaming Awards 2017 | Grand Prix                                | 수상 | [ 308 ]         |
| 2017 SXSW Gaming Awards                 | Mobile Game of the Year                   | 수상 | [ 309 ] [ 310 ] |
| 2017 SXSW Gaming Awards                 | Excellence in Technical Achievements      | 후보 | [ 309 ] [ 310 ] |
| 13th British Academy Games Awards       | Family                                    | 후보 | [ 311 ]         |
| 13th British Academy Games Awards       | Game Innovation                           | 후보 | [ 311 ]         |
| 13th British Academy Games Awards       | Mobile                                    | 수상 | [ 311 ]         |
| Golden Joystick Awards 2018             | Still Playing Award                       | 후보 | [ 312 ]         |
| Gamers' Choice Awards 2018              | Fan Favorite Mobile Game                  | 수상 | [ 313 ]         |
| 2019 SXSW Gaming Awards                 | Most Evolved Game                         | 후보 | [ 314 ]         |
| 15th British Academy Games Awards       | EE Mobile Game of the Year                | 후보 | [ 315 ]         |
| 포켓 게이머 Mobile Games Awards         | Best Live Ops                             | 후보 | [ 316 ]         |
| 16th British Academy Games Awards       | EE Mobile Game of the Year                | 후보 | [ 317 ]         |
| 2021 Kids' Choice Awards                | Favorite Video Game                       | 후보 | [ 318 ]         |

## 같이 보기
- 인그레스
- 위치 기반 게임
- 닌텐도
- 포켓몬 GO의 이벤트 목록
- 피크민 블룸
- 포켓몬 유나이트